# Тиаго Мирасема
Тиаго де Соуса Безера (на португалски: Thiago de Sousa Bezerra), известен като Тиаго Мирасема (Thiago Miracema), е бразилски футболист, който играе като преотстъпен за Литекс (Ловеч) от Сампайо Кореа. Мирасема е ляв външен полузащитник, роден на 8 декември 1987 г. в град Мирасема, щат Токантинс, от където идва и прозвището му.
През юни 2011 г. Мирасема заедно с друг свой съотборник Селио Кодо е преотстъпен за една година в Литекс (Ловеч), като в договора на бразилския нападател е включена клауза, че правата му могат да бъдат откупени от Литекс срещу сумата от 400 000 евро.
След края на сезона от Литекс не му предлагат договор и Мирасема се завръща в Бразилия.